# 尖沙咀溫莎大廈女裸屍案
尖沙咀溫莎大廈女裸屍案是一宗發生於1975年6月5日轟動一時的香港姦殺懸案。

## 事發經過
新婚少婦譚婉嫻晚上在新蒲崗下班後失蹤，6月6日裝修工人在尖沙咀漆咸道溫莎大廈閣樓準備開工時發現少婦的屍體，當時她全身赤裸，手腳被綁，口被塞住，胸口有刀傷，下體還插著一條幼木棒，香港警方經過十個月調查後懸紅緝兇，本案至今仍未破案。
遇害後留下遺物一毫子現款、一個玉墜、一隻戒指、一個手袋、一把雨傘及2個合共二萬元存摺。

## 类似事件
事隔三個月，美孚新邨一名剛生產完的日籍婦人，被丈夫發現倒斃在單位床上，頸部被絲巾綑縛，口部被布塞著，胸部、下體有疑似被尖銳物體所刺的傷口達數十個之多。虐殺手法與譚婉嫻案件有類同之處。